# Labyrinth (videogioco 1987)
Labyrinth (ラビリンス 魔王の迷宮?) è un videogioco d'azione di tipo picchiaduro a scorrimento del 1987 per Nintendo Entertainment System.
il gioco è ispirato al film Labyrinth - Dove tutto è possibile, diretto da Jim Henson, prodotto da George Lucas e interpretato da David Bowie.